# Cakov
Cakov es un municipio del distrito de Rimavská Sobota en la región de Banská Bystrica, Eslovaquia, con una población estimada a final del año 2024 de 363 habitantes.
Se encuentra ubicado al este de la región, en la cuenca hidrográfica del río Sajó —un afluente derecho del río Tisza— y cerca de la frontera con la región de Košice y con Hungría.

## Demografía
| Año        | 1994 | 2004     | 2014     | 2024     |
| ---------- | ---- | -------- | -------- | -------- |
| Población  | 217  | 278      | 313      | 363      |
| Diferencia |      | +28,11 % | +12,58 % | +15,97 % |

| Año        | 2023 | 2024 |
| ---------- | ---- | ---- |
| Población  | 363  | 363  |
| Diferencia |      | +0 % |